# کوچتین
کوچتین (به صربی: Kočetin) یک منطقهٔ مسکونی در صربستان است که در ژاباری واقع شده‌است. کوچتین ۴۰۴ نفر جمعیت دارد.